# نبيه أمين فارس
نبيه بن أمين فارس (1324 - 1387 هـ / 1906 - 1968 م) هو مؤرخ ومفكر قومي عربي.

## ترجمته
ولد في الناصرة لأسرة أصلها من بحمدون. تلقى دراسته الثانوية في مدرسة المطران جوبات في القدس. تخرج من الكلية السورية البروتستانتية (التي أصبحت تعرف فيما بعد بالجامعة الأميركية ببيروت) حاصلا على بكالوريوس في الآداب والتاريخ سنة 1928 م، وحصل على الدكتوراه في اللغات الشرقية وآدابها من مدرسة اللاهوت في جامعة برنستون سنة 1935 م، وظل فيها مدرساً وقيماً على المخطوطات العربية في مكتبتها إلى سنة 1945 م.
انتقل بعدها إلى نيويورك ليشغل منصب رئيس مكتب المعلومات الحربية فيها. رجع بعدها إلى بيروت كأستاذ زائر في التاريخ الإسلامي في الجامعة الأميركية، ثم تولى رئاسة دائرة التاريخ فيها من عام 1947 حتى وفاته عام 1968.
جمع في حياته مكتبة نفيسة وهبتها أسرته بعد وفاته للجامعة الأميركية ببيروت.

## آثاره
هو من المفكرين المؤسسين للفكر القومي العربي من خلال كتبه وأهمها دراسات عربية والعرب في التاريخ.
من آثاره: ترجمة «تاريخ الشعوب الإسلامية» لبروكلمان، نقله إلى العربية بالاشتراك مع منير البعلبكي. وفي تقييمه للجزء الأول من الترجمة، قال عبد الرحمن بدوي أنها «ممتازة، فيها عناية وجهد.»
وله غير ذلك:
- «العرب في التاريخ».
- «دراسات عربية».
- «من الزاوية العربية».
- «فهرست المخطوطات العربية في جامعة برنستون».
- «العاديات في جنوب الجزيرة العربية».
- «التراث العربي». بالإنكليزية
- «العرب الأحياء».
- «غيوم عربية».[6]

وقد جُمعت أثاره ونُشرت باسم «الأعمال الكاملة للدكتور نبيه أمين فارس» عن مركز دراسات الوحدة العربية، بيروت، 2008 م.